# Sulayman II de Pèrsia
Sulayman II de Pèrsia fou un príncep safàvida que va arribar al tron anys després que la dinastia havia estat enderrocada, sent proclamat als dominis de la dinastia afxàrida al Khurasan. El seu nom abans de regnar era Mir Sayyid Muhammad.
A la mort de Nadir Shah el seu nebot Ali Kuli Khan, governador de Sistan on s'havia revoltat, va rebre l'adhesió dels oficials que l'havien matat. Mashad va quedar per Ali Kuli Khan mercès a la tasca del cap religiós safàvida Mir Sayyed Muhammad, possible fill de Sulayman I de Pèrsia. Ali va pujar al tron com Adel Shah i va liquidar a tots els seus parents menys al seu germà Ibrahim i el jove Shahrokh la mare del qual era una filla del darrer safàvida. Adel Shah i Ibrahim no van tardar a enfrontar-se; Adel Shah fou derrotat i Ibrahim va prendre el poder a Pèrsia occidental mentre a Mashad un junta militar amb turcs i kurds va proclamar xa a Shahrokh (1 d'octubre de 1748) que tenia sang safàvida i era més acceptable pel poble que altres pretendents. Ibrahim Afxar que s'havia erigit xa a Tabriz, va decidir atacar al seu nebot (primavera del 1749) però el seu exèrcit es va dissoldre abans de la batalla. Els amirs del Khurasan el van utilitzar per apropiar-se del tresor i es van oposar a restablir la capitalitat a Esfahan. El cap religiós Mir Sayyed Muhammad, era ara a Qom i fou cridat per anar a Khurasan, però en realitat representava un perill pel règim pel seu gran prestigi religiós tant a Qom com a Mashad. Mir Sayyed va marxar a Mashad on Shahrokh, conscient que tenia enfront un rival, va organitzar dos atemptats contra la seva vida que van fracassar, el que va provocar la revolta dels amirs que temien que aquestos actes ocasionessin la caiguda del règim; els rebels dirigits per Mir Alam Khan Arab-e Khuzayma, van agafar a Mir Sayyid Muhammad, i el van portar en triomf cap a palau; Shahrokh va fugir cap a l'harem però finalment fou capturat i deposat. El 13 de gener de 1750 Mir Sayyed Muhammad era coronat com a Shah Sulayman II Safawi.
Ràpidament dotzenes de prínceps safàvides es van acollir a la seva cort. Va decretar (com ja era costum) una moratòria de tres anys en les taxes, el que va buidar despresa el tresor. Herat fou annexionat a l'Afganistan per Àhmad Xah Durrani de Kandahar i Sulayman va exigir la seva restitució, i com que no es va produir va ocupar la ciutat després d'uns dies de setge.
Mentre el xa era absent en una cacera el seu virrei Mir Alam Khan va intentar assegurar-se contra un contracop i va ordenar cegar al presoner Shahrokh. Les diferències entre faccions havien augmentat i un grup d'amirs rivals dirigits per Yússuf Alí Khan Jalayir va decidir agafar les rendes econòmiques que quedaven per a si mateixos, encoratjats per la dona de Shahrokh que assegurava que el seu marit no havia estat realment cegat. El 1750 els conspiradors van entrar a la cambra de Sulayman II, al que van treure els ulls. Llavors van alliberar a Shahrokh que realment estava cec, però com que ja no podien tirar enrere el van proclamar xa per segona vegada. Alam Khan va poder fugir de la ciutat i altres amirs van transigir o negociar amb el nou règim. Alguns intents de Mir Alam Khan per recuperar el poder (i eventualment restablir a Sulayman II) no van reeixir.